# Sorbet

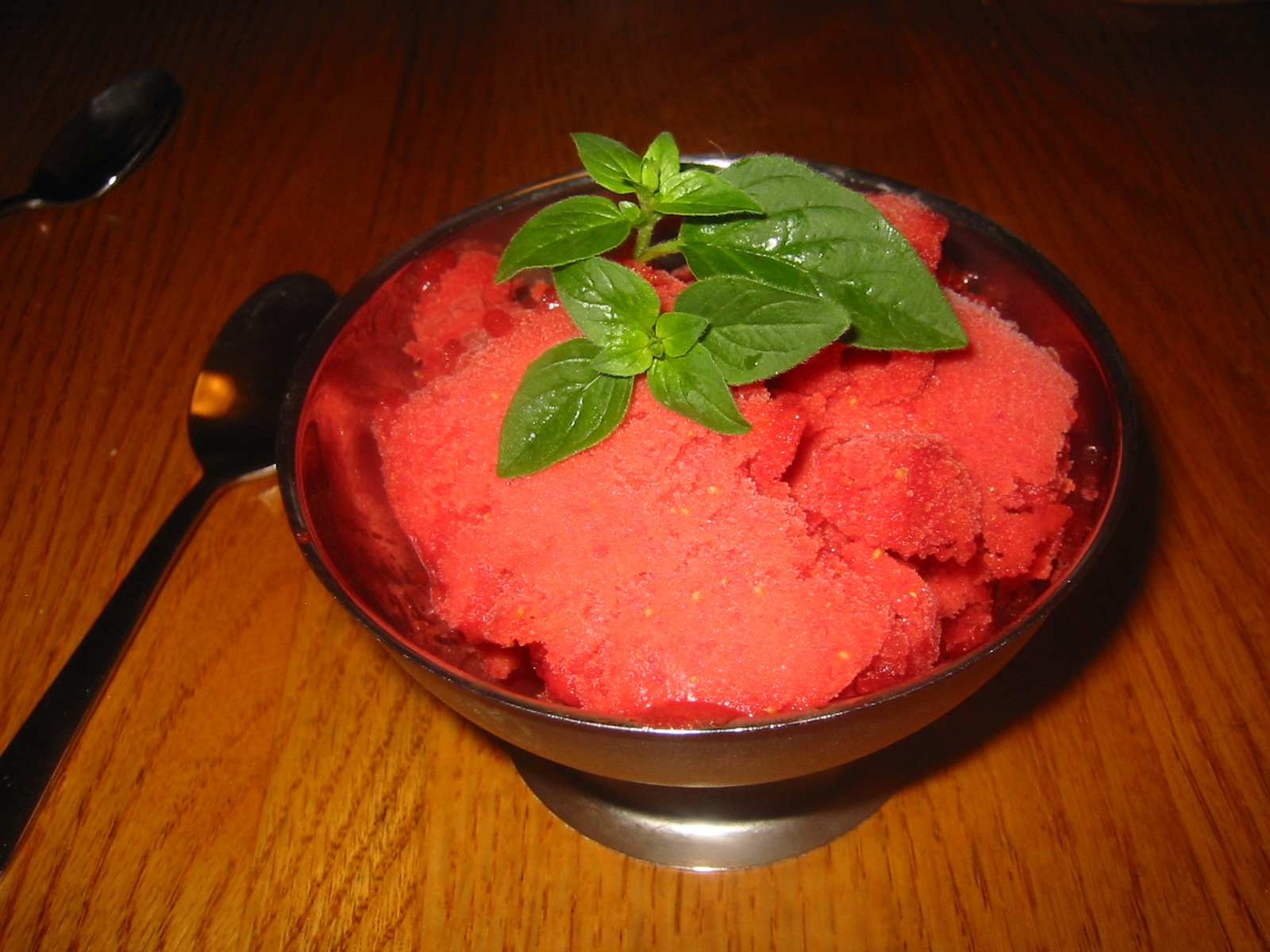
Erdbeersorbet

Sorbet [zɔrˈbeː], auch [ˈzɔrbɛt], in älterer Form auch Sorbett bzw. Scherbett, ist die Bezeichnung für ein eiskaltes Getränk oder eine halb gefrorene Speise aus Fruchtsaft, Fruchtpüree und Zucker. Es gibt auch Sorbets, die statt Fruchtsaft  Champagner oder Wein enthalten. Klassisch ist das Zitronensorbet. 

Die Masse wird während des Gefrierens mehrfach umgerührt, um das Sorbet geschmeidig zu halten.

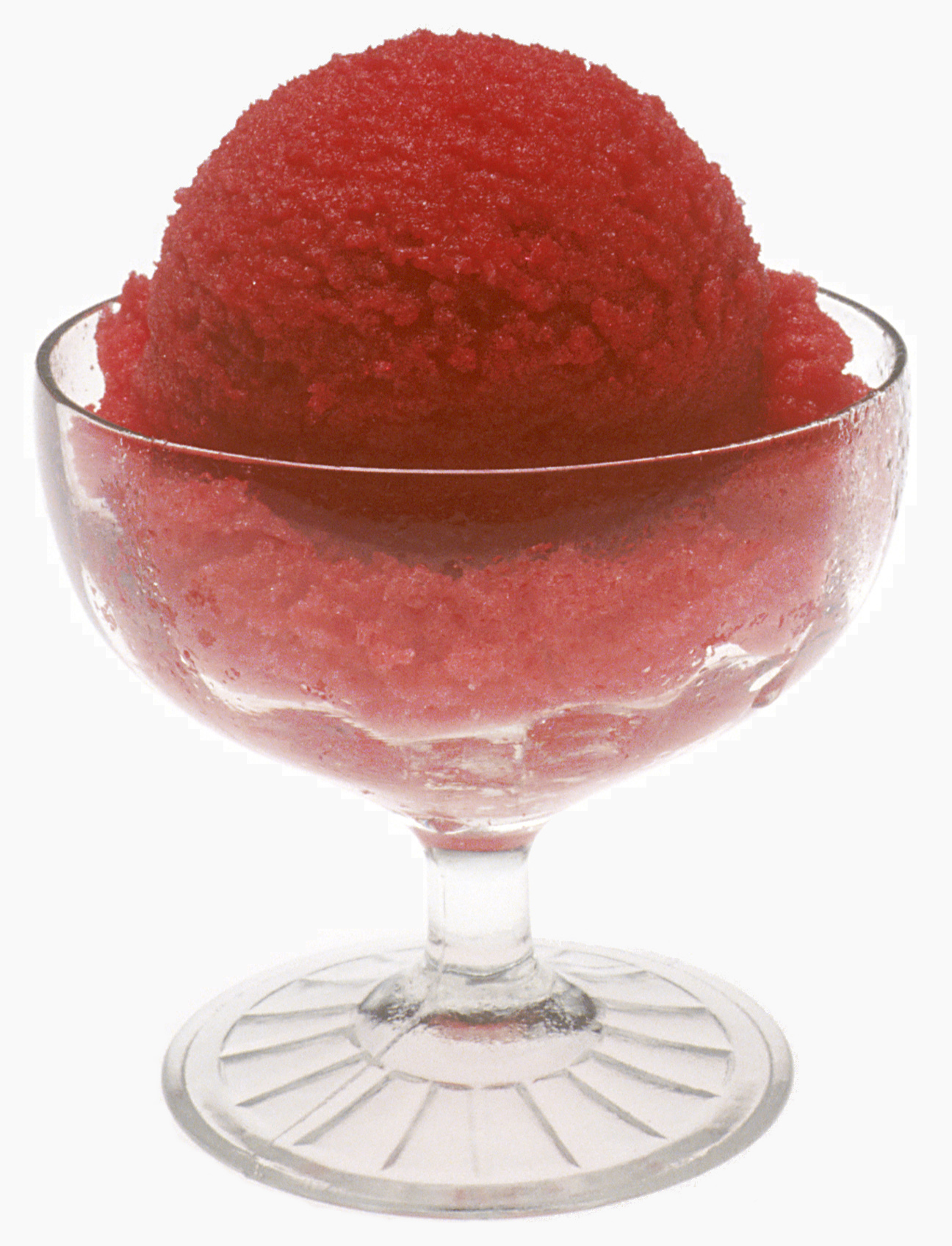
Himbeersorbet

Saure Sorbets als Getränk werden häufig als Zwischengang bei einem mehrgängigen Menü gereicht, da sie die Verdauung anregen und das Sättigungsgefühl verringern. Als halbgefrorene Speise sind sie ein Dessert. Zudem dienen sie der Neutralisation zwischen den Gängen. 

## Geschichte
Das arabische Wort شربة / šarba / ‚Trank‘ für ein kaltes, nicht-alkoholisches Getränk wurde etwa im 16. Jahrhundert über Vermittlung des Persischen (شربت/شربة, DMG šarbat) und Türkischen  (şerbet) in europäische Sprachen übernommen, im Italienischen als sorbetto, im Französischen als sorbet. Die Form der Zubereitung des Getränks stammt ebenfalls aus dem Nahen Osten. Es wurde dort nur zu speziellen festlichen Anlässen serviert. In der Türkei wurde das Sorbet dann bei Banketten als kleine Erfrischung zwischen mehreren Gängen eingeführt, es wurde dort und in Ägypten aber auch zu einem Alltagsgetränk auf der Basis von Fruchtsirup.
Im 17. Jahrhundert war Sorbet in Frankreich ein Getränk aus Wasser, Zucker und Zitrone. Erst im 19. Jahrhundert konnte es auch ein halb gefrorenes Dessert bezeichnen, das meist Alkohol enthielt und mehr geschlürft als mit dem Löffel gegessen wurde.  
Im Deutschen Wörterbuch der Brüder Grimm wird Sorbet noch 1905 als süszes kühlendes getränk nach türkischer und persischer art, in einfachster form aus einem aufgusz von wasser auf rosinen bestehend, weiter bereitet aus citronensaft, zucker und ambra oder auf mannigfache andre art, auch gefroren genossen beschrieben, wobei die Autoren (nicht mehr die Brüder Grimm selbst) aus dem Lexikon von Jablonski zitieren, das damals bereits 178 Jahre alt war.
Ende des 19. Jahrhunderts wird es in einem österreichischen Lexikon dann auch als Halbgefrorenes aus Früchten mit Weinzusatz bezeichnet, das vor der Hauptspeise in Gläsern serviert werde. Als bekannte Varianten werden Waldmeister-Sorbet aus Wasser, Wein, Zucker, Orangen- und Zitronensaft mit Waldmeister sowie ein Yankee-Sorbet nach amerikanischer Art aus Fruchtsirup, Wasser, Wein und Zitrone genannt.